# 贝蒂·海德勒
贝蒂·海德勒（德語：Betty Heidler，1983年10月14日—），德国女子田径运动员。她曾代表德国参加2004年、2008年、2012年和2016年夏季奥林匹克运动会田径比赛，其中2012年奥运会获得一枚银牌。